# Berbéria

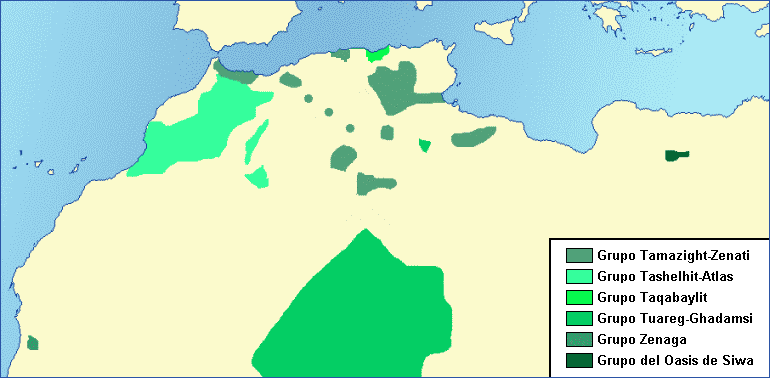
Mapa de situação das etnias berbéries. Como se pode observar no mapa, os berberiscos tinham uma presença importante na costa de Marrocos, Argélia e Tunísia.

Berbéria, Berberia, Barbária, Costa berberisca, Costa berbere ou Costa barbaresca é o termo que os europeus utilizaram desde o século XVI até ao século XIX para se referirem às regiões costeiras de Marrocos, Argélia, Tunísia e Líbia, ou seja, o atual Magrebe, à exceção do Egito. O nome deriva dos berberes, então chamados berberiscos. No Ocidente, o termo normalmente é usado para falar dos piratas da Barbária e dos comerciantes de escravos, que povoavam essas costas e baseavam nestas atividades a sua economia e que representavam uma ameaça constante para as embarcações comerciais e inclusivamente as cidades costeiras do Mediterrâneo.
"Berbéria" nem sempre foi uma entidade política unificada. A partir do século XVI em diante, ele foi dividido em entidades políticas familiares da Regência de Argel, Túnis, e Tripolitânia (Trípoli). Grandes governantes durante a época dos estados berberes saqueados foram os Paxá ou Dei de Argel, o Bei de Túnis e do Bei de Trípoli, todos os assuntos, que estavam ansiosos para livrar-se do sultão otomano, mas que eram de fato governantes independentes.